# Sophronica rhodesiana
Sophronica rhodesiana là một loài bọ cánh cứng trong họ Cerambycidae.